# Georg-Christoph von Unruh
Pour les articles homonymes, voir Unruh.
Georg Christoph von Unruh (né le 28 septembre 1913 à Klein-Münche, arrondissement de Birnbaum, province de Posnanie et mort le 21 juin 2009 à Kiel) est un juriste allemand.

## Biographie
À partir de 1933, Georg-Christoph von Unruh étudie le droit et les sciences politiques à l'Université rhénane Frédéric-Guillaume de Bonn. Il devient actif dans le Corps Palatia Bonn. En tant qu'inactif, il s'installe à l'Université Albertus de Königsberg. En 1940, il réussit le premier examen d'État. Avec une thèse de doctorat sous la direction d'Ernst Forsthoff, il obtient son doctorat en 1941 à Königsberg. Après avoir travaillé comme assistant à l'Université du Reich à Posen (de), il est militaire de 1943 à 1945. Après la fin de la Seconde Guerre mondiale, il travaille dans l'administration de l'arrondissement de Leer ; En 1965, il y est nommé directeur administratif. En 1964, il obtient son habilitation à l'université westphalienne Guillaume de Münster. En plus de son travail à Leer, il enseigne depuis en tant que conférencier privé à Münster. En 1967, l'Université Christian-Albert de Kiel le nomme à sa chaire de droit public et de droit administratif, en particulier de droit canonique, d'histoire constitutionnelle et d'histoire administrative. Il est également juge au tribunal administratif supérieur du Schleswig-Holstein (de). En 1973, le Corps Saxonia Kiel le remercie pour son engagement au corps lors du mouvement de 1968 en lui décernant le ruban.
Il publie de nombreux articles et livres scientifiques. De 1983 à 1985, il est co-rédacteur en chef du Deutsches Verwaltungsblatt (de). Sa dernière publication traitait du droit d'État de Frise-Orientale (de). Il écrit la nécrologie de Klaus von der Groeben, le "nid de l'histoire administrative allemande". L'Institut Lorenz-von-Stein des sciences administratives (de) lui rend hommage en 2010 avec un symposium commémoratif sur l'autonomie gouvernementale dans l'état de la société de l'information.

## Honneurs
- Membre honoraire de l'Association d'histoire locale de Leer
- Membre de l'Association d'histoire constitutionnelle (de)
- Ordre du mérite de la République fédérale d'Allemagne, Croix fédérale du mérite sur ruban (10. août 1982)
- Médaille d'honneur pour services rendus à l'Université Charles-François de Graz en argent (1984)
- Grande décoration d'honneur en or de l'État de Styrie (de) (1986)
- Croix fédérale du Mérite 1re classe (24 mai 1989) [7]

## Publications
- mit Kurt Jeserich und Hans Pohl (de): Deutsche Verwaltungsgeschichte, 6 Bände. Stuttgart 1983–1986.
- Die Entwicklung des Kommunalrechts in Schleswig-Holstein. Quellen und Betrachtungen, Städtebund Schleswig-Holstein, Kiel 1985.
- Der Staat. Betrachtungen über Grundlagen und Grenzen der hoheitlichen Gewalt, Böhlau, Wien 1985 (= Forschen – Lehren – Verantworten, Band 1).
- Verwaltungsgerichtsbarkeit im Verfassungsstaat. Probleme u. Entwicklung, Maximilian-Verlag, Herford 1984.
- (zusammen mit Wolfgang Steiniger): Staats- und Selbstverwaltung in Schleswig-Holstein und Dänemark, Matthiesen, Husum 1982.
- Gebiets- und Verwaltungsreform in Niedersachsen 1965–1978, Hannover 1978.
- (zusammen mit Friedrich und Gitta Greve): Grundkurs öffentliches Recht. Eine Einführung in das Staats- und Verwaltungsrecht mit Grundzügen der allgemeinen Staatslehre, Metzner, Frankfurt a. M. 1976 (6. Auflage, Luchterhand, Neuwied 2003).
- Der Landrat. Mittler zwischen Staatsverwaltung und kommunaler Selbstverwaltung, Grote, Köln 1966.
- Der Kreis. Ursprung und Ordnung einer kommunalen Körperschaft, Grote, Köln 1965.